# Downtown (série télévisée)
Pour les articles homonymes, voir Downtown.
Downtown est une série d'animation américaine de treize épisodes créée par Chris Prynoski et diffusée entre le 3 août et le 8 novembre 1999 sur MTV.
La série tourne autour de la vie urbaine et est tirée d'entrevues réalisées dans la rue avec des personnes ordinaires.
En 2000, Downtown a été nommée pour un Primetime Emmy dans la catégorie Outstanding Animated Program pour l'épisode "Before and After".
En France, elle a été diffusée sur Canal+ en 2000.

## Synopsis
On suit les vies quotidiennes d'un groupe de jeunes d'origines diverses et multiraciales qui vit à New York.

## Distribution

### Voix originales
- Gregory Gilmore : Alex Henson
- Leyora Zuberman : Chaka Henson
- Marco H. Rodriguez : Fruity
- Scot Rienecker : Scott « Goat »
- Tammy Lang : Jen
- Hector Fontanez : Matt
- Aurora Lucia-Levey : Mecca
- Phoebe Summersquash : Serena
- Rosanna Plasencia : Leah

### Voix françaises
- Emmanuel Garijo : Alex Henson
- Hélène Chanson : Chaka Henson
- Barbara Delsol : Jen
- Laura Blanc : Mecca

 Source et légende : version française (VF) sur RS Doublage

## Épisodes
1. Sin Bin
2. Train Pain
3. Hot Spot
4. Insomnia
5. The Con
6. Graffiti
7. Hotel Bar
8. Limo
9. Testing
10. Night Shift
11. Before and After
12. Cropsey Clanners
13. Trip or Treat

### Documentation
- Virginie Greiner, « Gens d'en bas », BoDoï, no 41,‎ mai 2001, p. 103.